# Topo el Zamuro
El Topo El Zamuro (10°23′20″N 67°15′20″O / 10.38889, -67.25556) es una formación de montaña ubicada al norte de La Victoria y al sureste de la Colonia Tovar, Venezuela. A 1500 m s. n. m. el Topo El Zamuro está entre las montañas más elevadas del municipio Ribas en el Estado Aragua. El Topo Zamuro es la parte de la fila montañosa desde el Río Aragua que forma el límite sur del municipio Tovar.

## Ubicación
Topo el Zamuro está ubicado en el extremo Este del parque nacional Henri Pittier en la zona montañosa conocida como «potrero perdido». Colinda hacia el noroeste con la colonia Tovar a través del topo El Fogón, que es la principal fila sur del valle Colonia Tovar. Hacia el sur está la Peonia, la Cueva de Perico y la ciudad de El Consejo. 
Hacia el este colinda con el topo El Roble y la carretera Colonia Tovar-El Jarillo en el municipio Santos Michelena que da hacia el parque nacional Macarao.